# Bad Medicine
Bad Medicine è una canzone dei Bon Jovi, scritta da Jon Bon Jovi, Richie Sambora e Desmond Child. È stata estratta come primo singolo dal quarto album in studio del gruppo, New Jersey, nel settembre del 1988. Ha raggiunto il primo posto della Billboard Hot 100 e la terza posizione della Mainstream Rock Songs negli Stati Uniti. Altrove, si è posizionata al diciassettesimo posto nel Regno Unito, al quinto in Canada e al quindicesimo in Australia.
La canzone fa parte del primo Greatest Hits del gruppo, Cross Road, dell'album live One Wild Night Live 1985-2001 e del disco acustico This Left Feels Right. Si tratta di una dei pezzi più popolari nei concerti dei Bon Jovi, durante i quali viene spesso inframezzata da brevi cover di altre popolari canzoni. Appare nei video concerti Live from London, The Crush Tour e nei titoli di coda di Live at Madison Square Garden.

## Informazioni sulla canzone
Il testo delle canzone paragona una storia d'amore a una tossicodipendenza, come accentuato nei versi: "now this boy's addicted cause your kiss is the drug", "your love is like bad medicine, bad medicine is what I need" ("ora questo ragazzo è drogato poiché il tuo bacio è droga", "il tuo amore è come una cattiva medicina, cattiva medicina è ciò di cui ho bisogno") - e inoltre sono presenti diversi tongue-in-cheek riferiti al mondo della medicina, come: "Let's play doctor, baby, cure my disease"; "There ain't no paramedic gonna save this heart attack"; "I need a respirator cause I'm runnin' out of breath" ("Giochiamo al dottore, tesoro, cura la mia malattia"; "Non c'è alcun paramedico che possa fermare questo attacco di cuore"; "Ho bisogno di un respiratore perché mi sta mancando il fiato").
La canzone è caratterizzata dalla costante presenza delle tastiere di David Bryan, dagli assoli di chitarra di Richie Sambora e da una interpretazione vocale di Jon Bon Jovi dietro cui si stagliano i potenti cori degli altri membri del gruppo. Si tratta di una delle canzoni più ironiche e dirette dell'album New Jersey.

## Video musicale
Esistono due versioni del video musicale della canzone. La prima (e più conosciuta versione) inizia mostrando una fila di persone in attesa di assistere alle riprese di un concerto dei Bon Jovi, quando irrompe il comico Sam Kinison che incita la folla a prendere in mano le videocamere e filmare loro stessi il video. Il pubblico va in delirio e comincia quindi a correre dentro il palazzetto guidato da Kinison. Curiosamente, tra la gente è presente anche il fratello minore di Jon Bon Jovi, Matt. La seconda versione del video taglia la scena iniziale, mostrando solamente qualche istantanea dei fan mentre si procurano le videocamere.
Il concetto di questo video fu molto innovativo ai tempi, in particolar modo per il coinvolgimento dato ai fan nella realizzazione dello stesso, catturando particolari riprese dal vivo che normalmente sfuggono agli equipaggi video regolari per motivi tecnici. Durante l'esibizione, alcune ragazze furono invitate a salire direttamente sul palco per filmare la band da vicino. Le riprese eseguite dai fan furono poi montate nel video finale e si distinguono chiaramente per la loro qualità amatoriale rispetto a quelle professionali. Jon Bon Jovi ha raccontato in un'intervista rilasciata a NME: «Dicemmo loro [i fan] di filmare quello che volevano e che, se era buono, l'avremmo usato nel video. [...] Questi ragazzi si presentarono con le loro luci, capriate, cavalletti, assistenti e tutte quelle cavolate, perché volevano sentirsi come coloro che venivano in tour con noi.»
Il video è stato girato al Madison Square Garden di New York sotto la supervisione del regista Wayne Isham. Un annuncio ripetuto dalle radio locali invitava chiunque a partecipare alle riprese per la data stabilita. Quando il giorno finalmente arrivò, Jon, che viveva ancora nel suo mini appartamento di New York, decise di recarsi sul set a piedi, mischiandosi tra la folla. Giunto nei pressi dell'arena vide un suo fan che stava assumendo della droga e, rivoltosi ad una pattuglia della polizia, lo fece arrestare suscitando in seguito lo stupore dell'opinione pubblica.

## Formazione
- Jon Bon Jovi - voce
- Richie Sambora - chitarra, cori
- David Bryan - tastiere, cori
- Alec John Such - basso, cori
- Tico Torres - batteria

## Tracce
45 giri
1. Bad Medicine (versione ridotta) – 3:52 (Jon Bon Jovi, Richie Sambora, Desmond Child)
2. 99 in the Shade – 4:25 (Bon Jovi, Sambora)

Versione tedesca
1. Bad Medicine – 5:16 (Bon Jovi, Sambora, Child)
2. 99 in the Shade – 4:25 (Bon Jovi, Sambora)
3. Lay Your Hands on Me – 6:01 (Bon Jovi, Sambora)
4. Bad Medicine (versione ridotta) – 3:52 (Bon Jovi, Sambora, Child)

Maxi singolo
1. Bad Medicine – 5:16 (Bon Jovi, Sambora, Child)
2. 99 in the Shade – 4:25 (Bon Jovi, Sambora)
3. You Give Love a Bad Name (Live) – 3:55 (Bon Jovi, Sambora, Child)
4. Livin' on a Prayer (Live) – 5:28 (Bon Jovi, Sambora, Child)

Le tracce dal vivo sono state registrate durante lo Slippery When Wet Tour.

## Classifiche

### Classifiche settimanali
| Classifica (1988)             | Posizione massima |
| ----------------------------- | ----------------- |
| Australia                     | 4                 |
| Belgio (Fiandre)              | 31                |
| Canada                        | 5                 |
| Finlandia                     | 7                 |
| Francia                       | 98                |
| Germania                      | 54                |
| Irlanda                       | 10                |
| Italia                        | 13                |
| Nuova Zelanda                 | 2                 |
| Paesi Bassi                   | 10                |
| Regno Unito                   | 17                |
| Stati Uniti                   | 1                 |
| Stati Uniti (mainstream rock) | 3                 |
| Svezia                        | 20                |
| Svizzera                      | 14                |

### Classifiche di fine anno
| Classifica (1988) | Posizione |
| ----------------- | --------- |
| Italia            | 54        |
| Nuova Zelanda     | 35        |
| Stati Uniti       | 41        |

## Nella cultura di massa
- Un episodio della ottava stagione della serie televisiva canadese Degrassi: The Next Generation, che è nota per intitolare ogni suo episodio con il nome di una famosa canzone degli anni ottanta, prende il titolo proprio da Bad Medicine.
- La canzone appare nel film Jay & Silent Bob... Fermate Hollywood! del 2001, nella scena in cui Jay (Jason Mewes) vede per la prima volta Justice (Shannon Elizabeth) e inizia a fantasticare su di lei.[2]
- Il wrestler messicano Dr. Wagner Jr. l'ha usata come sua canzone d'ingresso al ring.
- Il brano veniva spesso cantato dai tifosi di calcio con il ritornello cambiato in "Your love is like Barry Venison" come omaggio a Barry Venison, ex difensore di Liverpool F.C. e Newcastle United.